# سر نيمه
سر نيمه (بالإنجليزية: The Secret of NIMH)‏ هو فيلم رسوم متحركة أمريكي عام 1982، إنتاج الرسوم المتحركة دون بلوث. الفيلم مأخوذ عن كتاب الأطفال «السيدة فريسبي والجرذان من نيمه». حصل الفيلم على تقييمات جيدة وحقق نجاحًا في شباك التذاكر.

## القصة
تعيش السيدة بريسبي، وهي فأر خجول في الحقل، داخل ابنها مع أطفالها في مزرعة عائلة فيتزجيبون. أصيب ابنها الصغير تيموثي بالتهاب رئوي. أعطى السيد Ages ، وهو صديق قديم لزوجها الراحل جوناثان، دواء لها وحذره من السماح له بالخروج من المنزل لمدة ثلاثة أسابيع. في طريقها إلى المنزل، قابلت بريسبي جيريمي ورافين شلوميل وراحوم. يهربان معًا من «التنين»، قطة فيتزجيبون، التي اعتدت على جوناثان في الماضي.
في اليوم التالي، اكتشفت السيدة بريسبي أن المزارع قد بدأ في حرث الأرض مبكرًا، مما دفع العمة سينغر إلى إخبار الحيوانات الأخرى بمغادرة المكان للهرب من الجرار. على الرغم من أن جارتها العمة شارو ساعدتها، حاولت بريسبي التخطيط لخطة أخرى، بمساعدة من جيريمي، زارت البومة الكبيرة لطلب المساعدة. أخبرتها البومة الكبيرة أن تزور الفئران الموجودة في شجيرة الورد في المزرعة وأن تطلب المساعدة من نيقوديموس، الزعيم العظيم للفئران.
صعدت السيدة بريسبي إلى شجيرة الورد وتفاجأت برؤية الفئران تستخدم التكنولوجيا والكهرباء. تلتقي نيقوديموس، الكابتن الحارس جاستن الفأر المؤنس، وجينر القاسي. علمت بريسبي من نيقوديموس أنه منذ سنوات عديدة كان زوجها، جنبًا إلى جنب مع السيد أجيس والجرذان، جزءًا من التجارب في مختبر يسمى نيم (المعهد الوطني للصحة العقلية). بسبب التجارب أصبحوا أكثر ذكاءً مما سمح لهم بالهروب. ومع ذلك لم يعد بإمكانهم العيش مثل الفئران، فقد احتاجوا إلى التكنولوجيا البشرية للبقاء على قيد الحياة عندما فعلوا الأشياء أثناء السرقة. ابتكرت الفئران «خطة» يمكنهم من خلالها مغادرة المزرعة والعيش بشكل مستقل. أعطى نيقوديموس السيدة بريسبي جوهرة تُعرف باسم «الحجر» والتي تمنحها القوة السحرية عندما تستخدم الشجاعة.
بسبب صداقاتهم مع زوجها، وافقت الفئران على مساعدة بريسبي في نقل منزلها. بادئ ذي بدء، كان عليهم تخدير «التنين» من أجل وضعه في النوم حتى يتمكنوا من إكمال المهمة بأمان. لكن السيدة بريسبي فقط هي التي استطاعت فعل ذلك لأن فأرًا صغيرًا يمكن أن يمر عبر الثقوب، وقتل جوناثان في المرة الأولى وكسر السيد Ages ساقه في المرة الثانية. في الليل، تمكنت بريسبي من وضع العقار المنوم في وعاء القط، لكن ابن المزارع أمسك بها وسُجنت في قفص الطيور. في مكالمة هاتفية بين المزارع فيتزجيبون ونيم، علمت أن المعهد ينوي القضاء على جميع الفئران في اليوم التالي، وتمكنت من الخروج من القفص وأرادت تحذير جاستن.
حاولت الفئران نقل منزل بريسبي باستخدام الحبال والبكرات أثناء البرق. غير أن جينر قطع الحبال وأسقط القمر وقتل نيقوديموس لأنه أراد أن تبقى الفئران في شجيرة الورد. جاءت السيدة بريسبي إلى الفئران وحاولت تحذيرهم من «الأعداء» وأنه يجب عليهم المغادرة على الفور، لكن جينر قالت إنها كاذبة وهاجمتها وحاولت أخذ الجوهرة من رقبتها. حاول سوليفان مهاجمة جينر لكنه فشل ومات، وعندما رأى جاستن ذلك عرف أن جينر قتل نيقوديموس وقتله بسيفه. عندما أخبر جاستن جميع الفئران بالانتقال من المزرعة، حاول جينر قتله لكن سوليفان ألقى بسكين على ظهر جينر وقتل كلاهما.
رأت السيدة بريسبي أن منزلها كان يغرق في الوحل، لكن جاستن والفئران لم يتمكنوا من مساعدتها. عندما بدأت مجوهرات بريسبي تتألق، لمستها بريسبي لإنقاذ أطفالها وانتقل المنزل إلى مكان مختلف وأكثر أمانًا. أخيرًا، انتقلت الفئران إلى المكان الجديد وأصبح جاستن زعيمهم الجديد، واستمتعت السيدة بريسبي وعائلتها بمكانهم الجديد وبدأ تيموثي في التعافي ووجده جيريمي رفيقًا يشبهه تمامًا ويطير الاثنان معًا.

## وصلات خارجية
- سر نيمه على موقع IMDb (الإنجليزية)
- سر نيمه على موقع ميتاكريتيك (الإنجليزية)
- سر نيمه على موقع روتن توميتوز (الإنجليزية)
- سر نيمه على موقع نتفليكس (الإنجليزية)
- سر نيمه على موقع ألو سيني (الفرنسية)
- سر نيمه على موقع Turner Classic Movies (الإنجليزية)
- سر نيمه على موقع أول موفي (الإنجليزية)
- سر نيمه على موقع بوكس أوفيس موجو (الإنجليزية)
- سر نيمه على موقع فيلمافينيتي (الإسبانية)
- سر نيمه على موقع قاعدة بيانات الأفلام السويدية (السويدية)